# Aerolíneas Sosa
Aerolíneas Sosa ist eine 1984 gegründete Fluggesellschaft aus Honduras mit Sitz auf dem Flughafen Golosón nahe La Ceiba. 

## Flugziele
Über die Jahre bediente die Gesellschaft ab ihrer Heimatbasis in La Ceiba die Destinationen Brus Laguna, Guanaja, Puerto Lempira, Roatan, San Pedro Sula, Tegucigalpa und Utila.

## Flotte
| Flugzeugtyp           | Anzahl | Sitzplätze |
| --------------------- | ------ | ---------- |
| BAe Jetstream 31      | 2      | 19         |
| Let L-410 UVP         | 1      | 19         |
| Fokker F27 Friendship | 1      | 48         |

### Ehemalige Flotte
Mit Stand Juli 2014 standen in der Flotte der Aerolíneas Sosa sieben Propellerflugzeuge, jedes von anderem Typ, sowie ein Bombardier Jet, im Schnitt 20,4 Jahre alt: Je eine BAe Jetstream 31, BAe Jetstream 32, Bombardier CRJ100, Britten-Norman BN-2 Islander, Fokker F-27, Let L-410, Piper PA-31 und Saab 340B. Bis im Frühjahr 2016 war die Flotte auf 3 Jetstream, 3 Turbolet und 1 Saab vereinheitlicht worden, dazu flog auch noch der Bombardier CRJ mit dem Luftfahrzeugkennzeichen HR-AWW.

## Zwischenfälle
- Am 7. März 1998 verunglückte eine Let L-410 kurz nach dem Start. Keiner der Passagiere starb bei dem Unglück, das Flugzeug musste jedoch abgeschrieben werden.[6]